# Capriccio voor hobo en elf strijkinstrumenten
Het Capriccio voor hobo en elf strijkinstrumenten is een compositie van Krzysztof Penderecki. Hij schreef het capriccio in 1964 nog midden in zijn periode, waarin hij avant-garde muziek schreef. Er waren nog geen tekenen dat hij zich later zou aanpassen naar een meer romantische stijl. Kenmerkend voor het stuk zijn de obsessief herhaalde tonen, die de hobo en de strijkers laten horen.
Het stuk ging in première tijdens het muziekfestival van Luzern, versie 1965. De toen in opkomst zijnde hoboïst Heinz Holliger blies de solopartij onder leiding van Rudolf Baumgarten, begeleid door Musica Nova.
Ensemble: solo hobo, 6 violen, 2 altviolen, 2 celli en 1 contrabas.